# Modelo de Cantão
O modelo de Cantão (ou modelo de Guangdong) refere-se a um conjunto de políticas sociais, políticas, e econômicas adotadas na província chinesa de Cantão. É geralmente associado a Wang Yang, secretário provincial e atual membro do Comitê Permanente do Politburo do Partido Comunista da China. O modelo é caracterizado como comparativamente liberal em suas políticas econômicas e sociais em relação ao restante da China, sendo frequentemente contrastado com o modelo de Chongqing, que enfatiza o papel do Estado.

## Descrição
Entre as principais características do modelo de Cantão no aspecto geral está a maior liberdade dada à sociedade civil, ONGs e sindicatos. Sindicatos são geralmente tratados com mão de ferro pelas autoridades chinesas, e são dirigidos por quadros do Partido Comunista. Durante seu mandato, no entanto, Wang Yang estimulou os sindicatos a serem mais ativos na luta por direitos trabalhistas e em negociações coletivas. Essa abordagem foi demonstrada durante uma série de protestos no Delta do Rio das Pérolas em 2010. Autoridades chinesas frequentemente veem protestos e manifestações como uma ameaça à estabilidade política que deve ser suprimida. Em contraste, Wang expressou simpatia pelos protestantes e as manifestações foram encerradas com aumentos salariais substancias para os trabalhadores. Sob o modelo de Cantão, Organizações não-governamentais enfrentaram restrições menos rigorosas do que em qualquer outra parte do país, com diversas categorias de ONGs sendo conseguindo a permissão para se registrar sem patrocínio de uma agência do governo. Wang foi também pressionado por uma maior transparência nos gastos públicos e maior rigidez da lei.
Enquanto o modelo de Chongqing capitaneado por Bo Xilai, rival político de Wang, enfatizava uma distribuição igualitária da riqueza, Wang Yang enfatizou o crescimento econômico. Wang buscou alcançar esse objetivo encorajando a iniciativa privada e as pequenas e médias empresas, assim como implementando reformas econômicas que colocaram a província no âmbito da "cadeia de valor da tecnologia".

## Recepção
Apesar do "modelo de Cantão" ser fortemente elogiado por seus proponentes, o próprio Wang Yang é relutante em usar o termo. Além disso, muitas das políticas e abordagens que definiram o modelo não são exclusividade do mandato de Wang. A província de Cantão é, historicamente, uma das mais economicamente abertas da China.  Como notado por Xiao Bin, um professor de políticas públicas da Universidade Sun Yat-sen, o modelo de Cantão esteve evoluindo desde o início das reformas econômicas da China no final dos anos 1970 e 1980.